# 오쓰카 고헤이
오쓰카 고헤이(일본어: 大塚 耕平, 1959년 10월 5일 ~ )는 일본의 학자, 정치인으로 다마키 유이치로와 함께 구 국민민주당의 공동 대표를 지냈으며 현재 신 국민민주당 대표대행이다. 주오 대학 대학원 객원교수, 와세다 대학 객원교수이기도 하다.
내각부 부대신, 후생노동성 부대신, 민진당 참의원 정책심의회장, 민주당 정책조사회장 대리, 민진당 대표, 참의원의 북한의 납치 문제 등에 관한 특별위원장 등을 역임했다.

## 생애
아이치현 나고야시에서 태어나 아이치 현립 아사히가오카 고등학교, 와세다 대학 정치경제학부를 졸업했다. 1983년 일본은행에 입행하여 재직 중인 2000년에 와세다 대학 대학원 사회과학연구과 박사 과정을 수료하여 박사 학위를 취득했으며(거시경제학, 공공정책론 등을 전문으로 하고 있다), 같은 해 정책위원회실 조사역을 마지막으로 일본은행에서 퇴직했다. 그는 일본은행에서 창구 지도, 시장 조절, 금융기관 지도를 맡던 옛 영업국(이후 금융시장국, 금융기구국, 결제기구국으로 분리 개편)에 오래 재직했다. 그는 2000년 정계에 입문하여 2001년 제19회 참의원 선거 때 아이치현 선거구에서 당선된 후 지금까지 3선 참의원 의원으로 재직하고 있다.

## 약력
- 1959년 10월 5일 아이치현 나고야시 출생[1] (아버지는 아이치현 이치노미야시 출신,[2] 어머니는 니가타현 쓰바메시 출신[3][4])
- 1983년 일본은행 입행[1]
- 2000년 일본은행 퇴직[1]
- 2001년 7월 29일 제19회 참의원 의원 통상선거에 아이치현 선거구에서 민주당 공천으로 출마, 초선[1]
- 2007년 7월 29일 제21회 참의원 의원 통상선거에 아이치현 선거구에서 민주당 공천으로 출마, 재선[1]
- 2009년 9월 16일 하토야마 유키오 내각에서 내각부 부대신으로 취임[1]
- 2011년 1월 18일 간 제2차 개조 내각의 후생노동성 부대신으로 취임[1]
- 2013년 7월 21일 제23회 참의원 의원 통상선거에 아이치현 선거구에서 민주당 공천으로 출마, 3선[5]
- 2016년 10월 18일 민진당의 "다음 내각(영국의 그림자 내각에 해당)"에서 재무·금융 담당 대신으로 취임
- 2017년 10월 31일 제4대 민진당 대표에 취임[6]
- 2018년 5월 7일 국민민주당 공동 대표에 취임[7]
- 2019년 7월 21일 제25회 참의원 의원 통상선거에 아이치현 선거구에서 국민민주당 공천으로 출마, 4선

## 역대 선거 결과
|  | 23.50% |

|  | 26.42% |

|  | 24.85% |

|  | 17.69% |